# Cláudio Vignatti
Cláudio Antônio Vignatti (Cunha Porã, 2 de fevereiro de 1967) é um político brasileiro.
Servidor público da prefeitura de Chapecó desde 1988, presidiu o Sindicato dos Servidores Municipais de Chapecó e Região.  
Eleito duas vezes vereador de Chapecó, 1996 e 2000, foi líder da administração do prefeito José Fritsch. Em 2002 foi eleito deputado federal para a 52ª legislatura (2003 — 2007). Concorreu em 2004 à prefeitura de Chapecó, porém sem lograr êxito. Foi reeleito deputado federal em 2006, para a 53ª legislatura (2007 — 2011). Em 4 de março de 2009 foi escolhido Presidente da Comissão de Finanças e Tributação da Câmara, para o biênio 2009/2010.
Nas eleições de 2010, disputou uma vaga para o Senado, recebendo 1.219.700 votos, ficando em terceiro lugar, atrás de Paulo Bauer (PSDB) e Luiz Henrique da Silveira(PMDB).
Nas eleições de 2014, foi o candidato para o governo de Santa Catarina, recebendo 534.196 votos.
Nas eleições de 2018, disputou novamente uma vaga deputado federal por Santa Catarina, porém não foi eleito, recebendo 43.097 votos.
Nas eleições de 2020, foi candidato a Prefeito de Chapecó, recebendo 20.649 votos, ficando em 3º lugar, atrás de Cleiton Fossá (MDB) e João Rodrigues (PSD).
Desde 2020, preside o diretório do Partido Socialista Brasileiro (PSB) de Santa Catarina. 